# De stupades dag

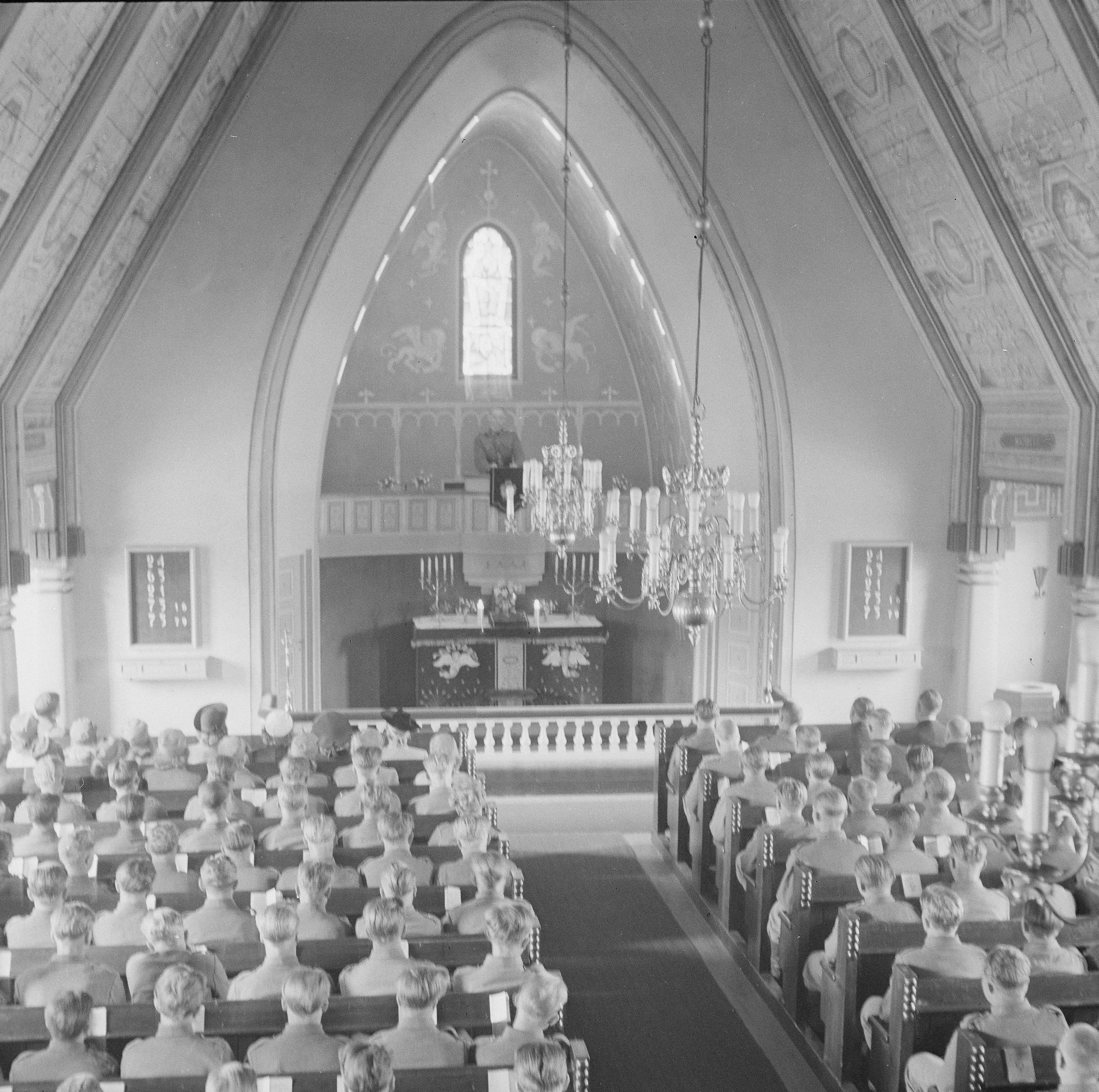
Soldater (JP 6) i S:t Görans kyrka, Mariehamn under de stupades dag 1944

De stupades dag (finska: kaatuneitten muistopäivä) är en allmän flaggdag i Finland, som infaller den tredje söndagen i maj varje år, till minne av de stupade i krigen 1939—1945. Dagen högtidlighölls första gången den 19 maj 1940 på initiativ av marskalk Gustaf Mannerheim som gemensam minnesdag för de som stupade i Finska inbördeskriget 1918 och Finska vinterkriget 1939–1940. Dagen ersatte en tidigare minnesdag, den 16 maj, från 1920- och 1930-talen, då man högtidlighöll de vitas intåg i Helsingfors den 16 maj 1918.